# Final Fantasy VII (Famicom)
Final Fantasy VII (кит. трад. 最終幻想7, упр. 最终幻想7, пиньинь Zuì Zhōng Huàn Xiǎng 7, палл. цзуй чжун хуань сян 7), также известная как Core Crisis (кит. трад. 核心危機, упр. 核心危机, пиньинь Hé Xīn Wēi Jī, палл. хэ синь вэй цзи)  — неофициальный ремейк популярной японской ролевой игры Final Fantasy VII, разработанной Square. Ремейк разработан китайской фирмой ShenZhen Nanjing Technology для аппаратных клонов восьмибитной игровой приставки Famicom, по сей день популярных в Китае. Как следствие ограничений восьмибитной консоли, в ремейке были сильно упрощены графика и игровой процесс.
В ремейке присутствуют многие элементы из оригинальной Final Fantasy VII, например, игрок также управляет группой героев, которые путешествуют по игровому миру, взаимодействуют с неигровыми персонажами, участвуют в боях и выполняют различные задания для дальнейшего продвижения по сюжету, однако в нём нет многих побочных квестов и секретных персонажей, которые были в оригинале. Тем не менее, основной сюжет Final Fantasy VII передан достаточно точно. Игру неоднозначно восприняли критики: с одной стороны, её хвалили за сохранение основного сюжета оригинала, с другой стороны, её ругали за чересчур высокую сложность и сильно обрезанный геймплей.

## Игровой процесс

### Навигация

Обследование локации главным героем (снизу). В данном случае показан показан вход в реактор из начала игры

В Final Fantasy VII игрок управляет группой трёх персонажей, которые обследуют игровой мир, разговаривают с неигровыми персонажами и выполняют различные задания. Поначалу игроку доступна только одна локация, город Мидгар, но впоследствии открывается доступ и к другим местам: к городам и различным подземельям. В отличие от оригинальной игры, в ремейке можно сохраняться в любой момент вне боя; слот для сохранения игры только один.
Пройдя цепочку заданий в Мидгаре, игрок может путешествовать между локациями по мировой карте, на которой они отображены. Для продвижения в недоступные ранее локации иногда требуется ехать на различного рода транспорте, например, на ездовых птицах чокобо или на автомобиле, хотя транспорт порой бывает нужен только для преодоления одного препятствия. Из ремейка вырезаны мини-игры, которые присутствовали в оригинале. Как и во многих других играх серии Final Fantasy, на карте мира и в некоторых локациях путешествие часто прерывается случайными битвами с врагами.

### Боевая система

Битва в игре. Герои Клауд и Баррет (справа) сражаются с двумя монстрами. Внизу экрана находится меню, где предложены действия в бою

Когда начинается битва, появляется экран битвы. Справа находятся герои игрока (их может быть максимум три, но вне боя их можно в любой момент заменить), слева — враги. В отличие от оригинала, в котором очерёдность ходов определялась системой «Active Time Battle», то есть в соответствии с заполнением шкалы по мере течения времени, здесь же бои просто пошаговые. В специальном меню игрок выбирает действие, которое тот или иной персонаж совершит в бою: можно атаковать противника, использовать заклинание, предмет или попытаться сбежать из боя, последнее невозможно в битвах с боссами. У каждого героя есть очки жизни, при их полной утрате герой теряет сознание, и, следовательно, не может сражаться, пока его не вылечат, если же сознание теряют все три героя, то игра заканчивается. У врагов также есть очки жизни, если они заканчиваются, враг исчезает. При победе над всеми врагами на поле битва считается выигранной.
При победе в битве герои получают очки опыта, игровые деньги и иногда предметы. Получив определённое количество опыта, герой поднимается на новый уровень, вместе с уровнем растут его характеристики, а значит, герой становится сильнее. В этой версии игры отсутствуют «Прорывы предела» — индивидуальные приёмы героев, которые можно использовать в бою при получении героем достаточного урона.

### Экипировка и магия
В игре присутствует система материи из оригинальной игры, но здесь она намного более примитивна. Когда по сюжету в команде появляется новый герой, он приносит с собой материю. Всего есть семь видов материи, столько же, сколько и играбельных персонажей. Материя даёт новые заклинания, а заклинания, в свою очередь, позволяют наносить противнику урон или лечить союзников. В отличие от оригинала, здесь персонаж может иметь при себе только одну материю, но их можно менять в любой момент, даже во время боя. Материю можно прокачивать путём использования её заклинаний, максимальный уровень у материи — девятый. С каждым новым уровнем у материи добавляется одно заклинание, соответственно, у каждой материи девять заклинаний. Заклинания также можно прокачивать по отдельности, многократно их используя: с увеличением уровня заклинания возрастает его сила. У каждого отдельного заклинания есть очки (CP), потратив которые полностью, нельзя его использовать. Тем не менее, их можно восстанавливать посредством специальных предметов или отдыха в гостиницах.
Существует также экипировка для героев, которая позволяет дополнительно повысить те или иные характеристики. Оружие можно прокачивать также, как и материю: для этого герою нужно много раз физически атаковать. В отличие от материи, оружие нельзя сменить во время боя. Кроме оружия, есть ещё четыре вида экипировки для героев; и оружие, и экипировку можно достать, покупая их в магазинах, подбирая как трофеи с врагов или находя в сундуках, находящихся в различных локациях. Разным героям доступна разная экипировка. И оружие, и заклинания при полном заполнении шкалы их прокачки не переходят на следующий уровень сами по себе, поэтому оружие и материю с заполненной шкалой нужно приносить в магазины, где можно поднять их уровень.

## Сюжет
Сюжет ремейка точно такой же, как и в оригинальной Final Fantasy VII. Главный герой игры Клауд Страйф вместе с группой экотеррористов «ЛАВИНА» борется с мегакорпорацией «Син-Ра», деятельность которой ведёт к истощению источника планетарной энергии. Первая часть сюжета игры происходит в городе Мидгар, столице «Син-Ра». Впоследствии герои узнают, что бо́льшую опасность для планеты представляет собой Сефирот, легендарный воин, работавший раньше на «Син-Ра» и пять лет считавшийся погибшим. Вместе с выжившими членами «ЛАВИНЫ» Барретом и Тифой, а также с Айрис, последней представительницей древнего народа Цетра, Рэдом XIII, разумным зверем, сбежавшим из лаборатории «Син-Ра», Катом Ши, механическим котом-предсказателем верхом на гигантском механическом мугле, и Сидом, пилотом и инженером из Ракетного городка, Клауд преследует Сефирота, опасаясь, что у него есть более ужасные планы на Землю Обетованную, чем у «Син-Ра». Сефирот с помощью Чёрной Материи хочет использовать заклинание «Метеор», чтобы уничтожить планету. Айрис пытается остановить Сефирота в одиночку и использовать заклинание «Святость» при помощи Белой Материи, способное спасти мир от Метеора, но тот её убивает на глазах у Клауда. Клауд с остальными побеждают Сефирота, сдерживавшего эффект Святости, в Северном кратере, и тем самым спасают мир.
Из сюжета были вырезаны почти все события второго диска Final Fantasy VII, кроме того, убрано множество побочных сюжетных линий и заданий. Отсутствуют секретные персонажи Юффи и Винсент, а также сюжетные линии, связанные с ними. Были убраны некоторые локации, например, Форт Кондор и город Мидель, а также ОРУЖИЕ — секретные боссы.

## Разработка
Final Fantasy VII вышла в 1997 году и была разработана компанией Square для игровой приставки Sony PlayStation. Достоверно неизвестно, когда ShenZhen Nanjing Technology разработала ремейк для Famicom, но в руководстве пользователя указано, что игра вышла в 2005 году на материковом Китае и в 2006 году на Тайване. На упаковке и инструкции игра называется Final Fantasy VII Advent Children, кроме того, там изображены Клауд и Сефирот, как они выглядят в анимационном фильме «Последняя фантазия VII: Дети пришествия», но на заглавном экране написано просто «Final Fantasy VII», и в игре напрочь отсутствуют элементы сюжета, взятые из фильма. Игра изначально разработана для аппаратного клона Famicom под названием «Сюбор», но в неё можно играть и на самой Famicom или даже на Nintendo Entertainment System, если использовать специальный адаптер.
Из-за ограниченных технических характеристик Famicom графика в игре двухмерная. Спрайты героев во время боя занимают 16x24 пикселя, размер спрайта увеличен по горизонтали для того, чтобы в спрайт вместилось оружие героя, например, меч Клауда или пулемёт Баррета. В большинстве японских игр обычно используются слоговые азбуки хирагана и катакана, а шрифт обычно занимает 8x8 пикселей, в играх на китайском языке в основном используются шрифты размером 16x16 пикселей, где используется 4 цвета, в этой игре же используется свой собственный шрифт, где символы размером 16x16 пикселей и только два цвета. Диалоги разбросаны фрагментами по исходному коду игры. В коде в начале каждой реплики персонажа стоит символ @, а затем трёхзначное число, которое определяет, какой портрет персонажа будет показан в данной реплике.
Плата картриджа для этой игры по-своему уникальна и отличается от плат от обычных игр для Famicom: в ней присутствует программный чип на два мегабайта, в котором находится ПЗУ картриджа. Чип, отвечающий за оперативную память, содержит в себе спрайты персонажей, подобный принцип работы используется в маппере UNROM, который использовался во многих играх для Famicom. Как следствие, данные разбросаны по исходному коду фрагментами. Графика в ремейке взята из других игр, например, Final Fantasy II или Final Fantasy III, некоторые спрайты взяты даже из игр Final Fantasy для SNES. Музыку также взяли из второй и третьей Final Fantasy, но музыкальных треков достаточно мало, а некоторые музыкальные темы и вовсе обрезали до нескольких повторяющихся нот.

## Отзывы и значимость
Хотя игру и хвалили за то, что в ней точно передан основной сюжет Final Fantasy VII, игра удостоилась негативных отзывов из-за своей крайне высокой сложности, и частых, длительных и утомляющих битв, а ограниченные возможности лечения героев и медленная прокачка только усугубляют ситуацию. Именно поэтому Деррик Сободаш в своём обзоре на сайте CinnamonPirate.com советовал «играть, но при этом читерить». Несмотря на все недостатки игры, фанаты всё же сделали патч с любительским переводом на английский. Обзоры на ремейк Final Fantasy VII были на американском сайте Gameworld Network и на японском сайте Gpara.com.
Деррик Сободаш писал, что, хотя ремейк не будет чем-то принципиально новым для тех, кто уже играл в Final Fantasy VII, «эта игра вполне может сравниться с другими играми серии Final Fantasy для NES». редактор сайта Kotaku Люк Планкетт назвал эту игру для Famicom «достижением, которое я бы сразу назвал титаническим», а затем назвал её «триумфом духа человеческого». Рецензент Boing Boing Gadgets Джоель Джонсон счёл, что эта игра «не просто подделка — это проявление истинного мастерства и серьёзных намерений команды неизвестных китайских программистов». Сайт GamePro в списке тринадцати лучших фанатских ремейков компьютерных игр поставил игру для Famicom на первое место, и, несмотря на все её недостатки, сравнил её с проектом «Геном человека». Группа энтузиастов-ромхакеров с сайта Romhacking.net работает над проектом, цель которого — изменить музыку, графику, сюжетные события и геймплей таким образом, чтобы ремейк был максимально приближен к оригиналу.